# Glaubenswahrheiten der katholischen Kirche
Unter Glaubenswahrheiten werden Aussagen bzw. Inhalte des römisch-katholischen Glaubens verstanden, welche in Lehrsätzen formuliert wurden und – sofern und insbesondere sie zeitlose Gültigkeit beanspruchen – Dogmen genannt werden.
Zu dieser zeitlosen Gültigkeit und steten Aktualität von Glaubenswahrheiten sagt die römisch-katholische Kirche: „Wenn der Glaube und die Glaubenswahrheiten richtig verstanden werden, stimmen sie mit den Forderungen der menschlichen Vernunft überein, und das Evangelium ist stets zeitgemäß und zuständig.“ (Allg. Direktorium für die Katechese [1997], Nr. 175).
Die Taufe eines Erwachsenen setzt die Kenntnis der Glaubenswahrheiten (lat. fidei veritates) voraus (CIC § 865); zu diesen gehören – neben den im Glaubensbekenntnis und den Dogmen formulierten Glaubenswahrheiten – unter anderem
- das Mysterium der Heiligen Dreifaltigkeit als die „grundlegendste und wesentlichste“ der Glaubenswahrheiten (vgl. KKK Nr. 224 und 316),
- die Existenz der Engel (KKK Nr. 328),
- die Erbsünde (vgl. KKK Nr. 388),
- die Lehre von der wahren menschlichen und göttlichen Natur Jesu Christi: „Jesus Christus ist wahrer Gott und wahrer Mensch“ (vgl. KKK Nr. 464).

„Die beharrliche Leugnung einer kraft göttlichen und katholischen Glaubens zu glaubenden Wahrheit oder einen beharrlichen Zweifel an einer solchen Glaubenswahrheit“ nennt man Häresie (vgl. CIC § 751). Zu den unterschiedlichen Gewissheitsgraden und zur dementsprechend unterschiedlichen Verbindlichkeit von Lehraussagen siehe Gewissheitsgrade der Dogmatik.